# Španjolski orao
Španjolski orao (Španjolski orao krstaš; lat. Aquila adalberti), vrsta orla u središnjoj i jugozapšadnoj Španjolskoj, susjednim područjima Portugala i eventualno sjevernom Maroku, gdje se navodi da je nestao.